# Elecciones municipales de 2021 en la Región de Los Lagos
Las elecciones municipales de 2021 en la región de Los Lagos se realizó en los días 15 y 16 de mayo de 2021. El listado de candidatos a alcalde y concejales por comuna fue publicado el 23 de enero por el Servel.

## Provincia de Chiloé

### Ancud

#### Alcalde
| Alcalde actual       | Carlos Gómez Miranda (Ind.) | Carlos Gómez Miranda (Ind.) | Carlos Gómez Miranda (Ind.) | Carlos Gómez Miranda (Ind.) | Carlos Gómez Miranda (Ind.) |
| Candidato            | Pacto                       | Partido                     | Votos                       | %                           | Resultado                   |
| -------------------- | --------------------------- | --------------------------- | --------------------------- | --------------------------- | --------------------------- |
| Carlos Gómez Miranda | Independiente               | Ind.                        | 5808                        | 38,31                       | Alcalde                     |
| Andrés Ojeda Care    | Independiente               | Ind.                        | 5723                        | 37,75                       |                             |
| Aliro Caimapo Oyarzo | Chile Vamos                 | UDI                         | 1380                        | 9,10                        |                             |
| Ricardo Lagno Cruces | Independiente               | Ind.                        | 1168                        | 7,70                        |                             |
| Selim Barría Barría  | Independiente               | Ind.                        | 565                         | 3,73                        |                             |
| José Barría Barría   | Unidad por la Dignidad      | PRO                         | 516                         | 3,40                        |                             |

#### Concejales
| Candidato              | Pacto                                          | Partido | Votos | %     | Resultado |
| ---------------------- | ---------------------------------------------- | ------- | ----- | ----- | --------- |
| Ruth Caicheo Caileo    | Frente Amplio                                  | Ind-RD  | 1454  | 10,08 | Concejal  |
| Rubén González Villar  | Unidos por la Dignidad                         | Ind.    | 833   | 5,78  | Concejal  |
| Samuel Mandiola Lagos  | Chile Vamos Evópoli-Independientes             | EVO     | 802   | 5,56  | Concejal  |
| Alex Muñoz Muñoz       | Chile Vamos Renovación Nacional-Independientes | RN      | 698   | 4,84  | Concejal  |
| Andrés Ibáñez Saldivia | Unidad por el Apruebo PS, PPD e Independientes | PS      | 676   | 4,69  | Concejal  |
| Pedro Naguil Belmar    | Unidos por la Dignidad                         | Ind.    | 656   | 4,55  | Concejal  |

### Castro

#### Alcalde
| Alcalde actual          | Juan Vera Sanhueza (UDI) | Juan Vera Sanhueza (UDI) | Juan Vera Sanhueza (UDI) | Juan Vera Sanhueza (UDI) | Juan Vera Sanhueza (UDI) |
| Candidato               | Pacto                    | Partido                  | Votos                    | %                        | Resultado                |
| ----------------------- | ------------------------ | ------------------------ | ------------------------ | ------------------------ | ------------------------ |
| Juan Vera Sanhueza      | Chile Vamos              | Ind.                     | 10 215                   | 69,94                    | Alcalde                  |
| Marcelo Malagueño Maira | Unidad por el Apruebo    | PR                       | 4390                     | 30,06                    |                          |

#### Concejal
| Candidato                   | Pacto                                          | Partido | Votos | %     | Resultado |
| --------------------------- | ---------------------------------------------- | ------- | ----- | ----- | --------- |
| Baltazar Elgueta Chauquepil | Unidad por el Apruebo PS, PPD e Independientes | PS      | 3212  | 21,88 | Concejal  |
| Enrique Soto Díaz           | Independiente                                  | Ind.    | 2270  | 15,46 | Concejal  |
| José Bórquez Andrade        | Chile Vamos UDI-Independientes                 | UDI     | 1152  | 7,85  | Concejal  |
| Ignacio Álvarez Vega        | Unidad por el Apruebo PS, PPD e Independientes | PS      | 864   | 5,89  | Concejal  |
| Nicolás Álvarez Vargas      | Unidad por el Apruebo PS, PPD e Independientes | PS      | 748   | 5,10  | Concejal  |
| Yoanna Morales Aguilar      | Unidos por la Dignidad                         | Ind.    | 434   | 2,96  | Concejal  |

### Chonchi

#### Alcalde
| Alcalde actual          | Fernando Oyarzún Macías (RN) | Fernando Oyarzún Macías (RN) | Fernando Oyarzún Macías (RN) | Fernando Oyarzún Macías (RN) | Fernando Oyarzún Macías (RN) |
| Candidato               | Pacto                        | Partido                      | Votos                        | %                            | Resultado                    |
| ----------------------- | ---------------------------- | ---------------------------- | ---------------------------- | ---------------------------- | ---------------------------- |
| Fernando Oyarzún Macías | Chile Vamos                  | RN                           | 3309                         | 51,52                        | Alcalde                      |
| Pedro Andrade Oyarzún   | Independiente                | Ind.                         | 1645                         | 25,61                        |                              |
| Carola Chamia Díaz      | Unidad por la Dignidad       | PDC                          | 1222                         | 19,03                        |                              |
| José Navarro Oyarzo     | Independiente                | Ind.                         | 247                          | 3,85                         |                              |

#### Concejales
| Candidato                | Pacto                                          | Partido | Votos | %     | Resultado |
| ------------------------ | ---------------------------------------------- | ------- | ----- | ----- | --------- |
| Humberto Águila Andrade  | Chile Vamos Renovación Nacional-Independientes | RN      | 708   | 11,50 | Concejal  |
| Lorena Cortés Bustamante | Unidad por el Apruebo PS, PPD e Independientes | Ind-PS  | 687   | 11,15 | Concejal  |
| Marcelo Bravo Valenzuela | Unidad por el Apruebo PS, PPD e Independientes | PS      | 584   | 9,48  | Concejal  |
| Óscar Macias Bórquez     | Chile Vamos Renovación Nacional-Independientes | Ind-RN  | 428   | 6,95  | Concejal  |
| Eduardo Andrade Gómez    | Chile Vamos UDI-Independientes                 | UDI     | 398   | 6,46  | Concejal  |
| Evelyn Márquez Márquez   | Unidos por la Dignidad                         | Ind.    | 355   | 5,76  | Concejal  |

### Curaco de Vélez

#### Alcalde
| Alcalde actual          | Luis Curumilla Sotomayor (PDC) | Luis Curumilla Sotomayor (PDC) | Luis Curumilla Sotomayor (PDC) | Luis Curumilla Sotomayor (PDC) | Luis Curumilla Sotomayor (PDC) |
| Candidato               | Pacto                          | Partido                        | Votos                          | %                              | Resultado                      |
| ----------------------- | ------------------------------ | ------------------------------ | ------------------------------ | ------------------------------ | ------------------------------ |
| Javiera Yáñez Rebolledo | Unidad por el Apruebo          | Ind.                           | 1391                           | 58,89                          | Alcaldesa                      |
| Víctor Ilnao Ilnao      | Chile Vamos                    | Ind.                           | 971                            | 41,11                          |                                |

#### Concejales
| Candidato                 | Pacto                                          | Partido | Votos | %     | Resultado |
| ------------------------- | ---------------------------------------------- | ------- | ----- | ----- | --------- |
| Camilo Maldonado Vargas   | Chile Vamos Renovación Nacional-Independientes | RN      | 266   | 11,79 | Concejal  |
| Luis Paredes Triviño      | Unidos por la Dignidad                         | Ind.    | 245   | 10,86 | Concejal  |
| Luis Aravena Aguilera     | Unidad por el Apruebo PS, PPD e Independientes | Ind-PS  | 234   | 10,37 | Concejal  |
| Nancy Oyarzún Oyarzún     | Chile Vamos Renovación Nacional-Independientes | Ind-RN  | 226   | 10,02 | Concejal  |
| Juan Muñoz Muñoz          | Unidos por la Dignidad                         | Ind.    | 201   | 8,91  | Concejal  |
| Ramón Paillacar Paillacar | Chile Vamos Renovación Nacional-Independientes | Ind-RN  | 176   | 7,80  | Concejal  |

### Dalcahue

#### Alcalde
| Alcalde actual            | Juan Hijerra Serón (Ind./Chile Vamos) | Juan Hijerra Serón (Ind./Chile Vamos) | Juan Hijerra Serón (Ind./Chile Vamos) | Juan Hijerra Serón (Ind./Chile Vamos) | Juan Hijerra Serón (Ind./Chile Vamos) |
| Candidato                 | Pacto                                 | Partido                               | Votos                                 | %                                     | Resultado                             |
| ------------------------- | ------------------------------------- | ------------------------------------- | ------------------------------------- | ------------------------------------- | ------------------------------------- |
| Juan Hijerra Serón        | Chile Vamos                           | Ind.                                  | 2698                                  | 48,52                                 | Alcalde                               |
| Juan Carlos Soto Cárdenas | Independiente                         | Ind.                                  | 2364                                  | 42,51                                 |                                       |
| Ramiro Barría Bórquez     | Unidad por el Apruebo                 | PR                                    | 499                                   | 8,97                                  |                                       |

#### Concejales
| Candidato                 | Pacto                                          | Partido | Votos | %     | Resultado |
| ------------------------- | ---------------------------------------------- | ------- | ----- | ----- | --------- |
| Álex Gómez Aguilar        | Radicales e Independientes                     | Ind-PR  | 865   | 16,12 | Concejal  |
| Carlos Cárdenas Bahamonde | Chile Vamos Renovación Nacional-Independientes | RN      | 439   | 8,18  | Concejal  |
| Marco Eujenio Pérez       | Chile Vamos Renovación Nacional-Independientes | RN      | 423   | 7,88  | Concejal  |
| Franco Ojeda Ojeda        | Radicales e Independientes                     | Ind-PR  | 348   | 6,49  | Concejal  |
| Juan Pérez Chandía        | Unidad por el Apruebo PS, PPD e Independientes | Ind-PS  | 312   | 5,81  | Concejal  |
| Susana Vera Cárcamo       | Unidos por la Dignidad                         | Ind.    | 286   | 5,33  | Concejal  |

### Puqueldón

#### Alcalde
| Alcalde actual             | Pedro Montecinos Montiel (Ind./Chile Vamos) | Pedro Montecinos Montiel (Ind./Chile Vamos) | Pedro Montecinos Montiel (Ind./Chile Vamos) | Pedro Montecinos Montiel (Ind./Chile Vamos) | Pedro Montecinos Montiel (Ind./Chile Vamos) |
| Candidato                  | Pacto                                       | Partido                                     | Votos                                       | %                                           | Resultado                                   |
| -------------------------- | ------------------------------------------- | ------------------------------------------- | ------------------------------------------- | ------------------------------------------- | ------------------------------------------- |
| José Ojeda Cárdenas        | Unidad por la Dignidad                      | Ind.                                        | 1119                                        | 46,53                                       | Alcalde                                     |
| Alejandro Cárdenas Quezada | Chile Vamos                                 | Ind.                                        | 563                                         | 23,41                                       |                                             |
| Elson Cárcamo Barría       | Independiente                               | Ind.                                        | 478                                         | 19,88                                       |                                             |
| Rodrigo Ruiz Díaz          | Independiente                               | Ind.                                        | 245                                         | 10,19                                       |                                             |

#### Concejales
| Candidato                  | Pacto                                          | Partido | Votos | %     | Resultado |
| -------------------------- | ---------------------------------------------- | ------- | ----- | ----- | --------- |
| Ana Vargas Alvarado        | Unidos por la Dignidad                         | PRO     | 312   | 13,41 | Concejal  |
| Belfor Montiel Vera        | Unidos por la Dignidad                         | PDC     | 242   | 10,40 | Concejal  |
| Álex Cárdenas Vargas       | Unidad por el Apruebo PS, PPD e Independientes | PS      | 238   | 10,23 | Concejal  |
| Álex Agüero Alvarado       | Chile Vamos Renovación Nacional-Independientes | RN      | 218   | 9,37  | Concejal  |
| Rodrigo Levicoy Guenchuman | Unidos por la Dignidad                         | PRO     | 139   | 5,97  | Concejal  |
| Gabriela Vera Martínez     | Unidad por el Apruebo PS, PPD e Independientes | PPD     | 127   | 5,46  | Concejal  |

### Queilén

#### Alcalde
| Alcalde actual          | Marcos Vargas Oyarzún (PDC) | Marcos Vargas Oyarzún (PDC) | Marcos Vargas Oyarzún (PDC) | Marcos Vargas Oyarzún (PDC) | Marcos Vargas Oyarzún (PDC) |
| Candidato               | Pacto                       | Partido                     | Votos                       | %                           | Resultado                   |
| ----------------------- | --------------------------- | --------------------------- | --------------------------- | --------------------------- | --------------------------- |
| Marcos Vargas Oyarzún   | Unidad por la Dignidad      | PDC                         | 1730                        | 50,00                       | Alcalde                     |
| Manuel Godoy Velásquez  | Chile Vamos                 | UDI                         | 1166                        | 33,70                       |                             |
| Romelio Bórquez Hidalgo | Independiente               | Ind.                        | 564                         | 16,30                       |                             |

#### Concejales
| Candidato                 | Pacto                                          | Partido | Votos | %     | Resultado |
| ------------------------- | ---------------------------------------------- | ------- | ----- | ----- | --------- |
| Diego Bórquez Formantel   | Unidos por la Dignidad                         | PRO     | 472   | 14,10 | Concejal  |
| Octavio Barría Alvarado   | Unidos por la Dignidad                         | PDC     | 367   | 10,97 | Concejal  |
| Ignacio Cárcamo Sepúlveda | Radicales e Independientes                     | PR      | 357   | 10,67 | Concejal  |
| Santiago Barría Barría    | Chile Vamos Renovación Nacional-Independientes | RN      | 266   | 7,95  | Concejal  |
| Juan Barrientos Pérez     | Unidad por el Apruebo PS, PPD e Independientes | PS      | 242   | 7,23  | Concejal  |
| Miguel Opitz González     | Unidos por la Dignidad                         | Ind.    | 218   | 6,51  | Concejal  |

### Quemchi

#### Alcalde
| Alcalde actual          | Gustavo Lobos Marín (UDI) | Gustavo Lobos Marín (UDI) | Gustavo Lobos Marín (UDI) | Gustavo Lobos Marín (UDI) | Gustavo Lobos Marín (UDI) |
| Candidato               | Pacto                     | Partido                   | Votos                     | %                         | Resultado                 |
| ----------------------- | ------------------------- | ------------------------- | ------------------------- | ------------------------- | ------------------------- |
| Luis Macías Demarchi    | Unidad por el Apruebo     | Ind.                      | 2197                      | 53,69                     | Alcalde                   |
| Gustavo Lobos Marín     | Chile Vamos               | UDI                       | 1254                      | 30,65                     |                           |
| Patricio Barría Álvarez | Independiente             | Ind.                      | 641                       | 15,66                     |                           |

#### Concejales
| Candidato                 | Pacto                                          | Partido | Votos | %     | Resultado |
| ------------------------- | ---------------------------------------------- | ------- | ----- | ----- | --------- |
| Javier Ugarte Mansilla    | Unidad por el Apruebo PS, PPD e Independientes | PS      | 452   | 11,66 | Concejal  |
| María Higueras Vivar      | Unidos por la Dignidad                         | PDC     | 361   | 9,31  | Concejal  |
| Francisco Millán Mansilla | Chile Vamos Renovación Nacional-Independientes | RN      | 289   | 7,45  | Concejal  |
| Dariel Lleucun Miranda    | Unidos por la Dignidad                         | Ind.    | 281   | 7,25  | Concejal  |
| Juan Cárdenas Cárdenas    | Chile Vamos Evópoli-Independientes             | EVO     | 281   | 7,25  | Concejal  |
| José Navarro Bahamonde    | Chile Vamos UDI-Independientes                 | Ind-UDI | 247   | 6,37  | Concejal  |

### Quellón

#### Alcalde
| Alcalde actual              | Cristián Ojeda Chiguay (PDC) | Cristián Ojeda Chiguay (PDC) | Cristián Ojeda Chiguay (PDC) | Cristián Ojeda Chiguay (PDC) | Cristián Ojeda Chiguay (PDC) |
| Candidato                   | Pacto                        | Partido                      | Votos                        | %                            | Resultado                    |
| --------------------------- | ---------------------------- | ---------------------------- | ---------------------------- | ---------------------------- | ---------------------------- |
| Cristián Ojeda Chiguay      | Unidad por la Dignidad       | PDC                          | 5449                         | 65,12                        | Alcalde                      |
| Patricio Altamirano Barrías | Chile Vamos                  | RN                           | 1460                         | 17,45                        |                              |
| Paula Millacura Torres      | Independiente                | Ind.                         | 1458                         | 17,43                        |                              |

#### Concejales
| Candidato                 | Pacto                                          | Partido | Votos | %     | Resultado |
| ------------------------- | ---------------------------------------------- | ------- | ----- | ----- | --------- |
| Pedro Barría Oyarzo       | Chile Digno, Verde y Soberano                  | PC      | 1167  | 14,54 | Concejal  |
| Francisco Rubilar Rubilar | Unidad por el Apruebo PS, PPD e Independientes | PS      | 719   | 8,96  | Concejal  |
| Carlos Chiguay Cárcamo    | Unidos por la Dignidad                         | PDC     | 681   | 8,48  | Concejal  |
| José Vera Paillan         | Chile Vamos Renovación Nacional-Independientes | RN      | 642   | 8,00  | Concejal  |
| Natalia Haron Paredes     | Chile Vamos Renovación Nacional-Independientes | RN      | 563   | 7,01  | Concejal  |
| Tamara Martínez Panichine | Chile Digno, Verde y Soberano                  | PC      | 397   | 4,95  | Concejal  |

### Quinchao

#### Alcalde
| Alcalde actual              | Washington Ulloa Villarroel (UDI) | Washington Ulloa Villarroel (UDI) | Washington Ulloa Villarroel (UDI) | Washington Ulloa Villarroel (UDI) | Washington Ulloa Villarroel (UDI) |
| Candidato                   | Pacto                             | Partido                           | Votos                             | %                                 | Resultado                         |
| --------------------------- | --------------------------------- | --------------------------------- | --------------------------------- | --------------------------------- | --------------------------------- |
| René Garcés Álvarez         | Independiente                     | Ind.                              | 2047                              | 49,83                             | Alcalde                           |
| Sergio Agüero Díaz          | Unidad por el Apruebo             | Ind.                              | 1146                              | 27,90                             |                                   |
| Washington Ulloa Villarroel | Chile Vamos                       | UDI                               | 915                               | 22,27                             |                                   |

#### Concejales
| Candidato                     | Pacto                                          | Partido | Votos | %     | Resultado |
| ----------------------------- | ---------------------------------------------- | ------- | ----- | ----- | --------- |
| Luis Yáñez Ruiz               | Unidos por la Dignidad                         | Ind.    | 553   | 14,09 | Concejal  |
| Óscar Gallardo Calbuyahue     | Unidos por la Dignidad                         | PDC     | 530   | 13,50 | Concejal  |
| Natalia Altamirano Ruiz       | Unidad por el Apruebo PS, PPD e Independientes | Ind-PS  | 470   | 11,97 | Concejal  |
| José Angulo Gómez             | Chile Vamos Renovación Nacional-Independientes | RN      | 446   | 11,36 | Concejal  |
| Arístides Cárdenas García     | Unidad por el Apruebo PS, PPD e Independientes | PS      | 334   | 8,51  | Concejal  |
| Alejandra Lincovil Huichapani | Unidos por la Dignidad                         | PDC     | 281   | 7,16  | Concejal  |

## Provincia de Llanquihue

### Calbuco

#### Alcalde
| Alcalde actual           | Rubén Cárdenas Gómez (PR) | Rubén Cárdenas Gómez (PR) | Rubén Cárdenas Gómez (PR) | Rubén Cárdenas Gómez (PR) | Rubén Cárdenas Gómez (PR) |
| Candidato                | Pacto                     | Partido                   | Votos                     | %                         | Resultado                 |
| ------------------------ | ------------------------- | ------------------------- | ------------------------- | ------------------------- | ------------------------- |
| Juan Calbucoy Guerrero   | Independiente             | Ind.                      | 3272                      | 25,80                     | Alcalde                   |
| Marco Silva Maldonado    | Unidad por la Dignidad    | PDC                       | 2303                      | 18,16                     |                           |
| Pedro Yáñez Uribe        | Chile Vamos               | Ind.                      | 2096                      | 16,53                     |                           |
| Jaime Cárdenas Alvarado  | Independiente             | Ind.                      | 1691                      | 13,33                     |                           |
| Paulino Díaz Ruiz        | Independiente             | Ind.                      | 991                       | 7,81                      |                           |
| Felipe Maluenda Araya    | Independiente             | Ind.                      | 903                       | 7,12                      |                           |
| Tania Bermúdez Oyarzo    | Independiente             | Ind.                      | 574                       | 4,53                      |                           |
| Juan Mansilla Villarroel | Independiente             | Ind.                      | 452                       | 3,56                      |                           |
| María Velásquez Caico    | Frente Amplio             | Ind.                      | 400                       | 3,15                      |                           |

#### Concejal
| Candidato                   | Pacto                                          | Partido | Votos | %     | Resultado |
| --------------------------- | ---------------------------------------------- | ------- | ----- | ----- | --------- |
| Óscar González Almonacid    | Unidad por el Apruebo PS, PPD e Independientes | PS      | 1443  | 12,44 | Concejal  |
| Sergio García Álvarez       | Chile Vamos UDI-Independientes                 | UDI     | 1189  | 10,25 | Concejal  |
| Raúl Tenorio Pereira        | Chile Vamos PRI-Independientes                 | Ind-PRI | 830   | 7,15  | Concejal  |
| Adán Díaz Díaz              | Unidad por el Apruebo PS, PPD e Independientes | PS      | 597   | 5,14  | Concejal  |
| Ramón Andrade Chávez        | Unidos por la Dignidad                         | PRO     | 495   | 4,27  | Concejal  |
| Claudio Aguilante Velásquez | Radicales e Independientes                     | Ind-PR  | 427   | 3,68  | Concejal  |

### Cochamó

#### Alcalde
| Alcalde actual          | Carlos Soto Sotomayor (PPD)  | Carlos Soto Sotomayor (PPD) | Carlos Soto Sotomayor (PPD) | Carlos Soto Sotomayor (PPD) | Carlos Soto Sotomayor (PPD) |
| Candidato               | Pacto                        | Partido                     | Votos                       | %                           | Resultado                   |
| ----------------------- | ---------------------------- | --------------------------- | --------------------------- | --------------------------- | --------------------------- |
| Jesús Morales Rosales   | Independiente                | Ind.                        | 686                         | 33,53                       | Alcalde                     |
| Eliseo Bahamonde Turra  | Independiente                | Ind.                        | 513                         | 25,07                       |                             |
| Víctor Vaccaro Escudero | Independiente                | Ind.                        | 312                         | 15,25                       |                             |
| Sergio Téllez Barría    | Chile Vamos                  | PRI                         | 240                         | 11,73                       |                             |
| Marcela Chávez Chávez   | Unidad por el Apruebo        | PPD                         | 181                         | 8,85                        |                             |
| Mario Muñoz Delgado     | Independiente                | Ind.                        | 95                          | 4,64                        |                             |
| Felipe Cielorko Berríos | Ecologistas e Independientes | Ind.                        | 19                          | 0,93                        |                             |

#### Concejal
| Candidato                | Pacto                                          | Partido | Votos | %     | Resultado |
| ------------------------ | ---------------------------------------------- | ------- | ----- | ----- | --------- |
| Carlos Soto Sotomayor    | Unidad por el Apruebo PS, PPD e Independientes | PPD     | 205   | 10,41 | Concejal  |
| Pablo Marín Tellez       | Chile Vamos Renovación Nacional-Independientes | Ind-RN  | 196   | 9,95  | Concejal  |
| Serafín Cuevas Argel     | Chile Vamos PRI-Independientes                 | Ind-PRI | 180   | 9,14  | Concejal  |
| Sebastián Guerrero Casas | Chile Vamos UDI-Independientes                 | UDI     | 139   | 7,06  | Concejal  |
| Jessica Oyarzo Rivera    | Chile Vamos PRI-Independientes                 | Ind-PRI | 138   | 7,01  | Concejal  |
| Luis Villarroel Soto     | Chile Vamos Renovación Nacional-Independientes | Ind-RN  | 104   | 5,28  | Concejal  |

### Fresia

#### Alcalde
| Alcalde actual              | Rodrigo Guarda Barrientos (RN) | Rodrigo Guarda Barrientos (RN) | Rodrigo Guarda Barrientos (RN) | Rodrigo Guarda Barrientos (RN) | Rodrigo Guarda Barrientos (RN) |
| Candidato                   | Pacto                          | Partido                        | Votos                          | %                              | Resultado                      |
| --------------------------- | ------------------------------ | ------------------------------ | ------------------------------ | ------------------------------ | ------------------------------ |
| José Miguel Cárdenas Barría | Unidad por la Dignidad         | PDC                            | 2592                           | 46,08                          | Alcalde                        |
| César Negrón Barría         | Chile Vamos                    | RN                             | 2450                           | 43,56                          |                                |
| Fabián Nail Álvarez         | Frente Amplio                  | Ind.                           | 583                            | 10,36                          |                                |

#### Concejales
| Candidato                     | Pacto                                          | Partido | Votos | %     | Resultado |
| ----------------------------- | ---------------------------------------------- | ------- | ----- | ----- | --------- |
| Carlos Alarcón Alarcón        | Chile Vamos Renovación Nacional-Independientes | Ind-RN  | 669   | 12,42 | Concejal  |
| Marcelo Barrientos Barrientos | Chile Vamos Renovación Nacional-Independientes | RN      | 587   | 10,90 | Concejal  |
| Yoanna Ovando Nopai           | Unidad por el Apruebo PS, PPD e Independientes | PS      | 418   | 7,76  | Concejal  |
| César Muñoz Nieto             | Chile Vamos Renovación Nacional-Independientes | RN      | 379   | 7,04  | Concejal  |
| Marcela Miranda Huenulef      | Radicales e Independientes                     | Ind-PR  | 355   | 6,59  | Concejal  |
| Claudio Sanhueza Reyes        | Unidos por la Dignidad                         | PDC     | 316   | 5.87  | Concejal  |

### Frutillar

#### Alcalde
| Alcalde actual            | Claus Lindemann Vierth (RN) | Claus Lindemann Vierth (RN) | Claus Lindemann Vierth (RN) | Claus Lindemann Vierth (RN) | Claus Lindemann Vierth (RN) |
| Candidato                 | Pacto                       | Partido                     | Votos                       | %                           | Resultado                   |
| ------------------------- | --------------------------- | --------------------------- | --------------------------- | --------------------------- | --------------------------- |
| César Huenuqueo Maldonado | Unidad por el Apruebo       | PS                          | 4538                        | 58,04                       | Alcalde                     |
| Claus Lindemann Vierth    | Chile Vamos                 | RN                          | 3281                        | 41,96                       |                             |

#### Concejal
| Candidato                   | Pacto                                          | Partido | Votos | %     | Resultado |
| --------------------------- | ---------------------------------------------- | ------- | ----- | ----- | --------- |
| Javier Arismendi Valenzuela | Chile Vamos Renovación Nacional-Independientes | Ind-RN  | 1591  | 20,96 | Concejal  |
| Ramón Espinoza Sandoval     | Unidad por el Apruebo PS, PPD e Independientes | PS      | 1328  | 17,49 | Concejal  |
| Patricia Velásquez Álvarez  | Unidos por la Dignidad                         | PDC     | 1050  | 13,83 | Concejal  |
| Fernando Vargas Aguilar     | Unidad por el Apruebo PS, PPD e Independientes | Ind-PS  | 657   | 8,65  | Concejal  |
| Yasna Faundez Peralta       | Unidad por el Apruebo PS, PPD e Independientes | PS      | 295   | 3,89  | Concejal  |
| Roberto Cárdenas Santana    | Chile Vamos Renovación Nacional-Independientes | RN      | 250   | 3,29  | Concejal  |

### Llanquihue

#### Alcalde
| Alcalde actual              | Víctor Angulo Muñoz (PDC) | Víctor Angulo Muñoz (PDC) | Víctor Angulo Muñoz (PDC) | Víctor Angulo Muñoz (PDC) | Víctor Angulo Muñoz (PDC) |
| Candidato                   | Pacto                     | Partido                   | Votos                     | %                         | Resultado                 |
| --------------------------- | ------------------------- | ------------------------- | ------------------------- | ------------------------- | ------------------------- |
| Víctor Angulo Muñoz         | Unidad por la Dignidad    | PDC                       | 4682                      | 67,11                     | Electo                    |
| Francisco Vásquez Almonacid | Independiente             | Ind.                      | 1643                      | 23,55                     |                           |
| Juan Andrade Barría         | Chile Vamos               | RN                        | 652                       | 9,34                      |                           |

#### Concejales electos
| Candidato                  | Pacto                  | Partido   | Votos | %     |
| -------------------------- | ---------------------- | --------- | ----- | ----- |
| Cristián Olavarría Navarro | Frente Amplio          | RD        | 865   | 12,51 |
| Luis Oróstica Salinas      | Frente Amplio          | Ind./Com. | 592   | 8,56  |
| José Sargado Vargas        | Unidos por la Dignidad | PDC       | 344   | 4,97  |
| Richard Barría Triviño     | Unidos por la Dignidad | Ind.      | 495   | 7,16  |
| Eduardo Caucao Muñoz       | Unidad por el Apruebo  | PS        | 393   | 5,68  |
| Evelyn Brintrup Flores     | Chile Vamos            | Ind./UDI  | 460   | 6,65  |

     Concejal que obtiene la primera mayoría de votos en las elecciones municipales, realizadas el 15 y 16 de mayo de 2021.

### Los Muermos

#### Alcalde
| Alcalde actual          | Emilio González Burgos (UDI) | Emilio González Burgos (UDI) | Emilio González Burgos (UDI) | Emilio González Burgos (UDI) | Emilio González Burgos (UDI) |
| Candidato               | Pacto                        | Partido                      | Votos                        | %                            | Resultado                    |
| ----------------------- | ---------------------------- | ---------------------------- | ---------------------------- | ---------------------------- | ---------------------------- |
| Sergio Haeger Yunge     | Chile Vamos                  | UDI                          | 3618                         | 54,83                        | Alcalde                      |
| Antonio Gallardo Caileo | Unidad por el Apruebo        | Ind.                         | 2981                         | 45,17                        |                              |

#### Concejales
| Candidato                  | Pacto                                          | Partido | Votos | %     | Resultado |
| -------------------------- | ---------------------------------------------- | ------- | ----- | ----- | --------- |
| Patricio Toledo Álvarez    | Chile Vamos UDI-Independientes                 | UDI     | 1593  | 25,91 | Concejal  |
| Luis Blanco Arévalo        | Unidad por el Apruebo PS, PPD e Independientes | Ind-PS  | 990   | 16,10 | Concejal  |
| Harriet Hernández Rosas    | Chile Vamos UDI-Independientes                 | Ind-UDI | 674   | 10,96 | Concejal  |
| Alexa Heinz Dávila         | Unidad por el Apruebo PS, PPD e Independientes | Ind-PS  | 362   | 5,89  | Concejal  |
| Francisco Guzmán Hernández | Chile Vamos UDI-Independientes                 | Ind-UDI | 339   | 5,51  | Concejal  |
| Javier Muñoz Águila        | Chile Vamos UDI-Independientes                 | Ind-UDI | 282   | 4,59  | Concejal  |

### Maullín

#### Alcalde
| Alcalde actual            | Jorge Westermeier Estrada (PDC) | Jorge Westermeier Estrada (PDC) | Jorge Westermeier Estrada (PDC) | Jorge Westermeier Estrada (PDC) | Jorge Westermeier Estrada (PDC) |
| Candidato                 | Pacto                           | Partido                         | Votos                           | %                               | Resultado                       |
| ------------------------- | ------------------------------- | ------------------------------- | ------------------------------- | ------------------------------- | ------------------------------- |
| Nabih Soza Cárdenas       | Chile Vamos                     | Ind.                            | 3008                            | 53,91                           | Alcalde                         |
| Jorge Westermeier Estrada | Unidad por la Dignidad          | PDC                             | 3518                            | 46,09                           |                                 |

#### Concejales
| Candidato               | Pacto                                          | Partido | Votos | %     | Resultado |
| ----------------------- | ---------------------------------------------- | ------- | ----- | ----- | --------- |
| Hardy Dimter Gallardo   | Chile Vamos Renovación Nacional-Independientes | RN      | 932   | 14,75 | Concejal  |
| Marcela Miranda Soza    | Chile Vamos Renovación Nacional-Independientes | Ind-RN  | 768   | 12,15 | Concejal  |
| Orlando Torres Ampuero  | Unidad por el Apruebo PS, PPD e Independientes | PS      | 677   | 10,71 | Concejal  |
| Juan Vásquez Díaz       | Unidos por la Dignidad                         | PDC     | 466   | 7,37  | Concejal  |
| Niria Seron Ojeda       | Chile Vamos UDI-Independientes                 | UDI     | 463   | 7,33  | Concejal  |
| Roberto Cayupe Figueroa | Unidad por el Apruebo PS, PPD e Independientes | Ind-PS  | 298   | 4,72  | Concejal  |

### Puerto Montt

#### Alcalde
| Alcalde actual             | Gervoy Paredes Rojas (PS) | Gervoy Paredes Rojas (PS) | Gervoy Paredes Rojas (PS) | Gervoy Paredes Rojas (PS) | Gervoy Paredes Rojas (PS) |
| Candidato                  | Pacto                     | Partido                   | Votos                     | %                         | Resultado                 |
| -------------------------- | ------------------------- | ------------------------- | ------------------------- | ------------------------- | ------------------------- |
| Gervoy Paredes Rojas       | Unidad por el Apruebo     | PS                        | 36 640                    | 52,26                     | Alcalde                   |
| Rodrigo Wainraight Galilea | Chile Vamos               | RN                        | 33 473                    | 47,74                     |                           |

#### Concejales
| Candidato                  | Pacto                                          | Partido | Votos | %    | Resultado |
| -------------------------- | ---------------------------------------------- | ------- | ----- | ---- | --------- |
| Fernando Binder Álvarez    | Chile Vamos Renovación Nacional-Independientes | RN      | 2564  | 3,84 | Concejal  |
| Juan Cuitiño Uribe         | Ecologistas e Independientes                   | PEV     | 2267  | 3,39 | Concejal  |
| Leonardo González Sáez     | Unidad por el Apruebo PS, PPD e Independientes | PPD     | 2195  | 3,28 | Concejal  |
| Luis Vargas Machado        | Chile Vamos Renovación Nacional-Independientes | RN      | 2165  | 3,24 | Concejal  |
| Fernando España España     | Unidad por el Apruebo PS, PPD e Independientes | PS      | 2047  | 3,06 | Concejal  |
| Sonia Hernández Asencio    | Unidad por el Apruebo PS, PPD e Independientes | PS      | 1972  | 2,95 | Concejal  |
| Marcia Muñoz Cochifas      | Chile Digno, Verde y Soberano                  | Ind-PC  | 1698  | 2,54 | Concejal  |
| Evelyn Chávez Chávez       | Frente Amplio                                  | RD      | 1112  | 1,66 | Concejal  |
| Emilio Garrido Ibáñez      | Unidos por la Dignidad                         | PDC     | 1056  | 1,58 | Concejal  |
| Yerco Rodríguez Guichapani | Chile Vamos UDI-Independientes                 | UDI     | 1023  | 1,53 | Concejal  |

### Puerto Varas

#### Alcalde
| Alcalde actual             | Ramón Bahamonde Cea (Ind.) | Ramón Bahamonde Cea (Ind.) | Ramón Bahamonde Cea (Ind.) | Ramón Bahamonde Cea (Ind.) | Ramón Bahamonde Cea (Ind.) |
| Candidato                  | Pacto                      | Partido                    | Votos                      | %                          | Resultado                  |
| -------------------------- | -------------------------- | -------------------------- | -------------------------- | -------------------------- | -------------------------- |
| Tomás Gárate Silva         | Independiente              | Ind.                       | 5677                       | 28,51                      | Alcalde                    |
| Renato Aichele Horn        | Independiente              | Ind.                       | 5290                       | 26,57                      |                            |
| Ramón Bahamonde Cea        | Independiente              | Ind.                       | 3301                       | 16,58                      |                            |
| Víctor Nail Alvarado       | Unidad por el Apruebo      | PS                         | 2557                       | 12,84                      |                            |
| Luis Becerra Vargas        | Independiente              | Ind.                       | 2474                       | 12,43                      |                            |
| Víctor Irribarra Villagrán | Independiente              | Ind.                       | 610                        | 3,06                       |                            |

#### Concejales
| Candidato                  | Pacto                                          | Partido | Votos | %     | Resultado |
| -------------------------- | ---------------------------------------------- | ------- | ----- | ----- | --------- |
| Rocío Alvarado Díaz        | Independiente                                  | Ind.    | 3999  | 20,72 | Concejal  |
| Juan Godoy Godoy           | Unidos por la Dignidad                         | Ind.    | 2517  | 13,04 | Concejal  |
| Marcelo Salazar Vallejos   | Chile Vamos UDI                                | UDI     | 1009  |       | Concejal  |
| Antonio Horn Cruz          | Chile Vamos Renovación Nacional-Independientes | RN      | 953   | 4,94  | Concejal  |
| Rodrigo Schnettler Weisser | Unidos por la Dignidad                         | PDC     | 776   | 4,02  | Concejal  |
| Nataly Muñoz Schadow       | Unidad por el Apruebo PS, PPD e Independientes | PS      | 758   | 3,93  | Concejal  |

## Provincia de Osorno

### Osorno

#### Alcalde
| Alcalde actual           | Jaime Bertín Valenzuela (PDC) | Jaime Bertín Valenzuela (PDC) | Jaime Bertín Valenzuela (PDC) | Jaime Bertín Valenzuela (PDC) | Jaime Bertín Valenzuela (PDC) |
| Candidato                | Pacto                         | Partido                       | Votos                         | %                             | Resultado                     |
| ------------------------ | ----------------------------- | ----------------------------- | ----------------------------- | ----------------------------- | ----------------------------- |
| Emeterio Carrillo Torres | Unidad por la Dignidad        | PDC                           | 18 855                        | 37,76                         | Alcalde                       |
| Ximena Acuña Mansilla    | Chile Vamos                   | RN                            | 14 596                        | 29,23                         |                               |
| Osvaldo Hernández Krause | Independiente                 | Ind.                          | 9272                          | 18,57                         |                               |
| Marcelo Anuch Medina     | Independiente                 | Ind.                          | 7211                          | 14,44                         |                               |

#### Concejales
| Candidato                 | Pacto                                          | Partido | Votos | %    | Resultado |
| ------------------------- | ---------------------------------------------- | ------- | ----- | ---- | --------- |
| Jorge Castilla Solís      | Chile Vamos Renovación Nacional-Independientes | RN      | 3834  | 7,97 | Concejal  |
| Miguel Arredondo Orellana | Unidos por la Dignidad                         | PDC     | 3154  | 6,56 | Concejal  |
| Mario Troncoso Hurtado    | Unidad por el Apruebo PS, PPD e Independientes | PPD     | 2766  | 5,75 | Concejal  |
| Cecilia Canales Rosas     | Ecologistas e Independientes                   | PEV     | 2210  | 4,60 | Concejal  |
| Herta Lican Lican         | Unidad por el Apruebo PS, PPD e Independientes | Ind-PS  | 1826  | 3,80 | Concejal  |
| Verena Schuck Dannenberg  | Chile Vamos UDI-Independientes                 | UDI     | 1350  | 2,81 | Concejal  |
| María Uribe Cárdenas      | Unidos por la Dignidad                         | PDC     | 1346  | 2,80 | Concejal  |
| Juan Velásquez Mancilla   | Radicales e Independientes                     | Ind-PR  | 1309  | 2,72 | Concejal  |

### Puerto Octay

#### Alcalde
| Alcalde actual               | María Elena Ojeda Betancourt (UDI) | María Elena Ojeda Betancourt (UDI) | María Elena Ojeda Betancourt (UDI) | María Elena Ojeda Betancourt (UDI) | María Elena Ojeda Betancourt (UDI) |
| Candidato                    | Pacto                              | Partido                            | Votos                              | %                                  | Resultado                          |
| ---------------------------- | ---------------------------------- | ---------------------------------- | ---------------------------------- | ---------------------------------- | ---------------------------------- |
| Gerardo Gunckel Arriagada    | Unidad por eel Apruebo             | Ind.                               | 2006                               | 50,90                              | Alcalde                            |
| María Elena Ojeda Betancourt | Chile Vamos                        | UDI                                | 1935                               | 49,10                              |                                    |

#### Concejal
| Candidato              | Pacto                                          | Partido | Votos | %     | Resultado |
| ---------------------- | ---------------------------------------------- | ------- | ----- | ----- | --------- |
| José Marcos Igor       | Unidad por el Apruebo PS, PPD e Independientes | Ind-PPD | 491   | 12,61 | Concejal  |
| Víctor Santana Gómez   | Unidad por el Apruebo PS, PPD e Independientes | PPD     | 464   | 11,91 | Concejal  |
| Jeanette Cárcamo Soto  | Unidad por el Apruebo PS, PPD e Independientes | PS      | 3,84  | 9,86  | Concejal  |
| Peter Freitag Hoffeins | Chile Vamos UDI-Independientes                 | UDI     | 299   | 7,68  | Concejal  |
| Juan Añazco Barrientos | Unidos por la Dignidad                         | PDC     | 251   | 6,44  | Concejal  |
| Jeremías Cárcamo Soto  | Radicales e Independientes                     | PR      | 136   | 3,49  | Concejal  |

### Purranque

#### Alcalde
| Alcalde actual        | Héctor Barría Angulo (PDC) | Héctor Barría Angulo (PDC) | Héctor Barría Angulo (PDC) | Héctor Barría Angulo (PDC) | Héctor Barría Angulo (PDC) |
| Candidato             | Pacto                      | Partido                    | Votos                      | %                          | Resultado                  |
| --------------------- | -------------------------- | -------------------------- | -------------------------- | -------------------------- | -------------------------- |
| César Crot Vargas     | Unidad por la Dignidad     | PDC                        | 3849                       | 51,44                      | Alcalde                    |
| Rodolfo Barquín Pardo | Ciudadanos Independientes  | Ind.                       | 2565                       | 34,28                      |                            |
| Selma Silva Oyarzún   | Chile Vamos                | Ind.                       | 1069                       | 14,29                      |                            |

#### Concejal
| Candidato              | Pacto                                          | Partido | Votos | %     | Resultado |
| ---------------------- | ---------------------------------------------- | ------- | ----- | ----- | --------- |
| Gabriel Cañete Ríos    | Unidos por la Dignidad                         | PDC     | 754   | 10,30 | Concejal  |
| René Muñoz Mayorga     | Unidos por la Dignidad                         | PDC     | 693   | 9,47  | Concejal  |
| Alicia Villar Vargas   | Chile Vamos Renovación Nacional-Independientes | Ind-RN  | 620   | 8,47  | Concejal  |
| Ariel Nahuelpan Vera   | Unidad por el Apruebo PS, PPD e Independientes | PS      | 605   | 8,26  | Concejal  |
| José Valderas Saldivia | Chile Vamos UDI-Independientes                 | UDI     | 384   | 5,25  | Concejal  |
| Lidia Pinuer Guenul    | Unidos por la Dignidad                         | PDC     | 240   | 3,28  | Concejal  |

### Puyehue

#### Alcalde
| Alcalde actual       | Jimena Núñez Morales (UDI) | Jimena Núñez Morales (UDI) | Jimena Núñez Morales (UDI) | Jimena Núñez Morales (UDI) | Jimena Núñez Morales (UDI) |
| Candidato            | Pacto                      | Partido                    | Votos                      | %                          | Resultado                  |
| -------------------- | -------------------------- | -------------------------- | -------------------------- | -------------------------- | -------------------------- |
| Jimena Núñez Morales | Chile Vamos                | UDI                        | 2842                       | 51,51                      | Alcaldesa                  |
| Renato Uribe Manzano | Unidad por el Apruebo      | PS                         | 2675                       | 48,49                      |                            |

#### Concejales
| Candidato               | Pacto                                          | Partido | Votos | %     | Resultado |
| ----------------------- | ---------------------------------------------- | ------- | ----- | ----- | --------- |
| María Palma Molina      | Chile Vamos UDI-Independientes                 | UDI     | 566   | 10,73 | Concejal  |
| Daniela Molina Sandoval | Chile Digno, Verde y Soberano                  | Ind-PC  | 466   | 8,83  | Concejal  |
| María Núñez Cortés      | Unidos por la Dignidad                         | PDC     | 303   | 5,74  | Concejal  |
| César Sáez Álvarez      | Unidos por la Dignidad                         | PDC     | 281   | 5,32  | Concejal  |
| Hans Fuchslocher Lemus  | Chile Vamos UDI-Independientes                 | Ind-UDI | 281   | 5,32  | Concejal  |
| Luis Paillacheo Paicil  | Unidad por el Apruebo PS, PPD e Independientes | PPD     | 202   | 3,83  | Concejal  |

### Río Negro

#### Alcalde
| Alcalde actual           | Carlos Schwalm Urzúa (RN) | Carlos Schwalm Urzúa (RN) | Carlos Schwalm Urzúa (RN) | Carlos Schwalm Urzúa (RN) | Carlos Schwalm Urzúa (RN) |
| Candidato                | Pacto                     | Partido                   | Votos                     | %                         | Resultado                 |
| ------------------------ | ------------------------- | ------------------------- | ------------------------- | ------------------------- | ------------------------- |
| Sebastián Cruzat Cárcamo | Chile Vamos               | RN                        | 2487                      | 41,01                     | Alcalde                   |
| Claudia Pailalef Montiel | Unidad por el Apruebo     | PS                        | 1925                      | 31,74                     |                           |
| Claudio Gavilán Díaz     | Independiente             | Ind.                      | 1360                      | 22,42                     |                           |
| Marcos Guzmán Vargas     | Independiente             | Ind.                      | 293                       | 4,83                      |                           |

#### Concejales
| Candidato                  | Pacto                                          | Partido | Votos | %    | Resultado |
| -------------------------- | ---------------------------------------------- | ------- | ----- | ---- | --------- |
| Mónica Villarroel Alvarado | Unidos por la Dignidad                         | Ind.    | 533   | 9,12 | Concejal  |
| Julia Moreira Moreira      | Chile Vamos UDI-Independientes                 | UDI     | 440   | 7,53 | Concejal  |
| Jaime Barrientos Aguilar   | Chile Vamos Renovación Nacional-Independientes | RN      | 425   | 7,27 | Concejal  |
| Jessica Vidal Bittner      | Chile Vamos Evópoli-Independientes             | Ind-EVO | 385   | 6,59 | Concejal  |
| Ernesto Huaiquian Vera     | Unidos por la Dignidad                         | Ind.    | 351   | 6,01 | Concejal  |
| Jorge Antilef Barría       | Unidad por el Apruebo PS, PPD e Independientes | PS      | 333   | 5,70 | Concejal  |

### San Juan de la Costa

#### Alcalde
| Alcalde actual                | Bernardo Candia Henríquez (PDC) | Bernardo Candia Henríquez (PDC) | Bernardo Candia Henríquez (PDC) | Bernardo Candia Henríquez (PDC) | Bernardo Candia Henríquez (PDC) |
| Candidato                     | Pacto                           | Partido                         | Votos                           | %                               | Resultado                       |
| ----------------------------- | ------------------------------- | ------------------------------- | ------------------------------- | ------------------------------- | ------------------------------- |
| Bernardo Candia Henríquez     | Unidad por la Dignidad          | PDC                             | 1548                            | 39,84                           | Alcalde                         |
| Prosperina Queupuán Cheuquián | Independiente                   | Ind.                            | 1178                            | 30,31                           |                                 |
| Margot Barrientos Molina      | Independiente                   | Ind.                            | 1160                            | 29,85                           |                                 |

#### Concejales
| Candidato                | Pacto                                          | Partido | Votos | %     | Resultado |
| ------------------------ | ---------------------------------------------- | ------- | ----- | ----- | --------- |
| Marcelo Cheuquian Cumian | Ecologistas e Independientes                   | Ind-PEV | 464   | 12,46 | Concejal  |
| Omar Pérez García        | Ecologistas e Independientes                   | Ind-PEV | 375   | 10,07 | Concejal  |
| Eduardo Ortega Painao    | Unidos por la Dignidad                         | PDC     | 355   | 9,53  | Concejal  |
| Sylvia Cañulef Cañulef   | Unidad por el Apruebo PS, PPD e Independientes | PS      | 351   | 9,43  | Concejal  |
| Jesica Ojeda Gualaman    | Unidad por el Apruebo PS, PPD e Independientes | PS      | 312   | 8,38  | Concejal  |
| Julio Ojeda Gualaman     | Unidos por la Dignidad                         | PDC     | 196   | 5,26  | Concejal  |

### San Pablo

#### Alcalde
| Alcalde actual              | Juan Carlos Soto Caucau (RN) | Juan Carlos Soto Caucau (RN) | Juan Carlos Soto Caucau (RN) | Juan Carlos Soto Caucau (RN) | Juan Carlos Soto Caucau (RN) |
| Candidato                   | Pacto                        | Partido                      | Votos                        | %                            | Resultado                    |
| --------------------------- | ---------------------------- | ---------------------------- | ---------------------------- | ---------------------------- | ---------------------------- |
| Juan Carlos Soto Caucau     | Chile Vamos                  | RN                           | 2561                         | 51,52                        | Alcalde                      |
| Elías Huanquilén Ancatripay | Unidad por el Apruebo        | PS                           | 1636                         | 32,91                        |                              |
| Enrique Cárdenas Chandía    | Independiente                | Ind.                         | 573                          | 11,53                        |                              |
| Brenda Jara Sepúlveda       | Independiente                | Ind.                         | 201                          | 4,04                         |                              |

#### Concejales
| Candidato                 | Pacto                                          | Partido | Votos | %    | Resultado |
| ------------------------- | ---------------------------------------------- | ------- | ----- | ---- | --------- |
| Edith Canio Quiniao       | Unidad por el Apruebo PS, PPD e Independientes | Ind-PS  | 444   | 9,19 | Concejal  |
| Agustín Cruz Becker       | Chile Vamos Renovación Nacional-Independientes | RN      | 325   | 6,73 | Concejal  |
| Richard Albrecht Bravo    | Chile Vamos UDI-Independientes                 | UDI     | 278   | 5,76 | Concejal  |
| Fernando Heckmann Navarro | Unidos por la Dignidad                         | PDC     | 264   | 5,47 | Concejal  |
| María Ríos Vives          | Chile Vamos PRI-Independientes                 | PRI     | 259   | 5,36 | Concejal  |
| Fabián Cortez Cárcamo     | Unidad por el Apruebo PS, PPD e Independientes | PPD     | 219   | 4,53 | Concejal  |

## Provincia de Palena

### Chaitén

#### Alcalde
| Alcalde actual          | Clara Lazcano Fernández (RN) | Clara Lazcano Fernández (RN) | Clara Lazcano Fernández (RN) | Clara Lazcano Fernández (RN) | Clara Lazcano Fernández (RN) |
| Candidato               | Pacto                        | Partido                      | Votos                        | %                            | Resultado                    |
| ----------------------- | ---------------------------- | ---------------------------- | ---------------------------- | ---------------------------- | ---------------------------- |
| Pedro Vásquez Celedón   | Unidad por el Apruebo        | Ind.                         | 1223                         | 51,58                        | Alcalde                      |
| Clara Lazcano Fernández | Chile Vamos                  | RN                           | 1148                         | 48,42                        |                              |

#### Concejales
| Candidato                    | Pacto                                          | Partido | Votos | %    | Resultado |
| ---------------------------- | ---------------------------------------------- | ------- | ----- | ---- | --------- |
| Juan Santana Risco           | Chile Vamos Renovación Nacional-Independientes | Ind-RN  | 204   | 8,97 | Concejal  |
| Américo Hernández Hellrieger | Chile Vamos Renovación Nacional-Independientes | RN      | 179   | 7,88 | Concejal  |
| José Barrientos Ruiz         | Unidad por el Apruebo PS, PPD e Independientes | PS      | 177   | 7,79 | Concejal  |
| Francisco Núñez Martínez     | Radicales e Independientes                     | PR      | 153   | 6,73 | Concejal  |
| Bernardo Riquelme Muñoz      | Unidad por el Apruebo PS, PPD e Independientes | PPD     | 150   | 6,60 | Concejal  |
| Juan Alvarado Torres         | Frente Amplio                                  | RD      | 141   | 6,20 | Concejal  |

### Futaleufú

#### Alcalde
| Alcalde actual                | Fernando Grandón Domke (Ind.) | Fernando Grandón Domke (Ind.) | Fernando Grandón Domke (Ind.) | Fernando Grandón Domke (Ind.) | Fernando Grandón Domke (Ind.) |
| Candidato                     | Pacto                         | Partido                       | Votos                         | %                             | Resultado                     |
| ----------------------------- | ----------------------------- | ----------------------------- | ----------------------------- | ----------------------------- | ----------------------------- |
| Alejandro Avello Bascur       | Independiente                 | Ind.                          | 787                           | 48,73                         | Alcalde                       |
| Fernando Grandón Domke        | Independiente                 | Ind.                          | 595                           | 36,84                         |                               |
| Juan Gatica Barrientos        | Unidad por el Apruebo         | PR                            | 95                            | 5,88                          |                               |
| María Isabel Navarrete Ortega | Independiente                 | Ind.                          | 73                            | 4,52                          |                               |
| Patricia Águila Rosas         | Chile Vamos                   | Ind.                          | 65                            | 4,02                          |                               |

#### Concejales
| Candidato                  | Pacto                                          | Partido | Votos | %     | Resultado |
| -------------------------- | ---------------------------------------------- | ------- | ----- | ----- | --------- |
| Carmen Urra Urra           | Unidad por el Apruebo PS, PPD e Independientes | PS      | 264   | 16,64 | Concejal  |
| Heriberto Vallejos Chacano | Chile Vamos Renovación Nacional-Independientes | RN      | 179   | 11,28 | Concejal  |
| Alejandra Torres Vásquez   | Chile Vamos PRI-Independientes                 | Ind-PRI | 178   | 11,22 | Concejal  |
| Andrés Ibañez Gallardo     | Chile Vamos PRI-Independientes                 | Ind-PRI | 101   | 6,36  | Concejal  |
| Juvenal Gallardo Diocarets | Unidad por el Apruebo PS, PPD e Independientes | PS      | 97    | 6,11  | Concejal  |
| Javiera Barrera Barrera    | Chile Vamos UDI-Independientes                 | Ind-UDI | 91    | 5,73  | Concejal  |

### Hualaihué

#### Alcalde
| Alcalde actual            | Freddy Ibacache Muñoz (PPD) | Freddy Ibacache Muñoz (PPD) | Freddy Ibacache Muñoz (PPD) | Freddy Ibacache Muñoz (PPD) | Freddy Ibacache Muñoz (PPD) |
| Candidato                 | Pacto                       | Partido                     | Votos                       | %                           | Resultado                   |
| ------------------------- | --------------------------- | --------------------------- | --------------------------- | --------------------------- | --------------------------- |
| Cristina Espinoza Ojeda   | Independiente               | Ind.                        | 2145                        | 49,22                       | Alcaldesa                   |
| Félix Vargas Cotiart      | Chile Vamos                 | RN                          | 832                         | 19,09                       |                             |
| Rolando Uribe Ruiz        | Independiente               | Ind.                        | 697                         | 16,02                       |                             |
| Sergio Antiñirre Gallardo | Unidad por la Dignidad      | PDC                         | 543                         | 12,46                       |                             |
| Víctor Salazar Zárate     | Frente Amplio               | Ind.                        | 140                         | 3,21                        |                             |

#### Concejales
| Candidato                 | Pacto                                          | Partido | Votos | %     | Resultado |
| ------------------------- | ---------------------------------------------- | ------- | ----- | ----- | --------- |
| Freddy Ibacache Muñoz     | Unidad por el Apruebo PS, PPD e Independientes | PPD     | 633   | 15,04 | Concejal  |
| Denny Arriagada Antiñirre | Unidos por la Dignidad                         | Ind.    | 335   | 7,96  | Concejal  |
| Yanina Vargas Vargas      | Unidos por la Dignidad                         | PDC     | 267   | 6,35  | Concejal  |
| Jorge Yáñez Torres        | Chile Vamos UDI-Independientes                 | UDI     | 227   | 5,39  | Concejal  |
| Julio Gallardo Uribe      | Chile Vamos Renovación Nacional-Independientes | Ind-RN  | 165   | 3,92  | Concejal  |
| Yocelin Marín Arjel       | Unidad por el Apruebo PS, PPD e Independientes | Ind-PPD | 151   | 3,59  | Concejal  |

### Palena

#### Alcalde
| Alcalde actual        | Ricardo Soto Said (PDC) | Ricardo Soto Said (PDC) | Ricardo Soto Said (PDC) | Ricardo Soto Said (PDC) | Ricardo Soto Said (PDC) |
| Candidato             | Pacto                   | Partido                 | Votos                   | %                       | Resultado               |
| --------------------- | ----------------------- | ----------------------- | ----------------------- | ----------------------- | ----------------------- |
| Julio Delgado Retamal | Chile Vamos             | RN                      | 358                     | 30,08                   | Alcalde                 |
| Willy Rosas Delgado   | Independiente           | Ind.                    | 349                     | 29,33                   |                         |
| Jaime Chávez Alarcón  | Independiente           | Ind.                    | 342                     | 28,74                   |                         |
| Ricardo Soto Said     | Unidad por la Dignidad  | PDC                     | 141                     | 11,85                   |                         |

#### Concejales
| Candidato                | Pacto                                          | Partido | Votos | %     | Resultado |
| ------------------------ | ---------------------------------------------- | ------- | ----- | ----- | --------- |
| Nancy González Roa       | Unidos por la Dignidad                         | Ind.    | 135   | 11,67 | Concejal  |
| Fabio Rosales Carrillo   | Chile Vamos Renovación Nacional-Independientes | RN      | 109   | 9,42  | Concejal  |
| Adelio Vallejos Espinoza | Chile Vamos UDI-Independientes                 | UDI     | 83    | 7,17  | Concejal  |
| Marcelo Rahbein Sanhueza | Chile Vamos PRI-Independientes                 | Ind-PRI | 81    | 7,00  | Concejal  |
| Mario Galindo Hernández  | Unidad por el Apruebo PS, PPD e Independientes | Ind-PS  | 78    | 6,74  | Concejal  |
| Denis Konig Vega         | Chile Vamos Renovación Nacional-Independientes | RN      | 73    | 6,31  | Concejal  |